# Hydroloog
Een hydroloog is een deskundige op het gebied van de waterkringloop. In de praktijk begint het vakgebied van de hydrologie op het moment dat de regen gevallen is, en niet verdampt. Daarmee sluit het vakgebied aan op de meteorologie. 
Vervolgens houdt een hydroloog zich bezig met de vraag hoeveel water er door sloten, drainage of afstroming over de oppervlakte wordt afgevoerd, en hoeveel er de bodem intrekt. Hydrologen die zich met dergelijke slootsystemen bezighouden zijn de oppervlaktewater-hydrologen. 
Als het water de bodem intrekt komt het langs de wortelzone van de gewassen bij het grondwater. De hydrologen die zich bezighouden met de vochtvoorziening voor landbouwgewassen noemen we agrohydrologen. 
De grondwaterhydrologen (of geohydrologen) houden zich bezig met de stroming van water door de diepere ondergrond. Van daaruit kan het water zich weer naar de oppervlakte begeven (kwel) of steeds dieper de ondergrond intrekken. Uiteindelijk kan het in de zee terechtkomen, of worden opgepompt, bijvoorbeeld door een pompstation van een waterleidingbedrijf.
Omdat het niet alleen om de omvang van de stromen gaat, maar ook om de chemische samenstelling, is er nauw contact met bodem- en geochemici.